# Mara Venier
Mara Venier es una presentadora de televisión, guionista y actriz italiana.

## Biografía

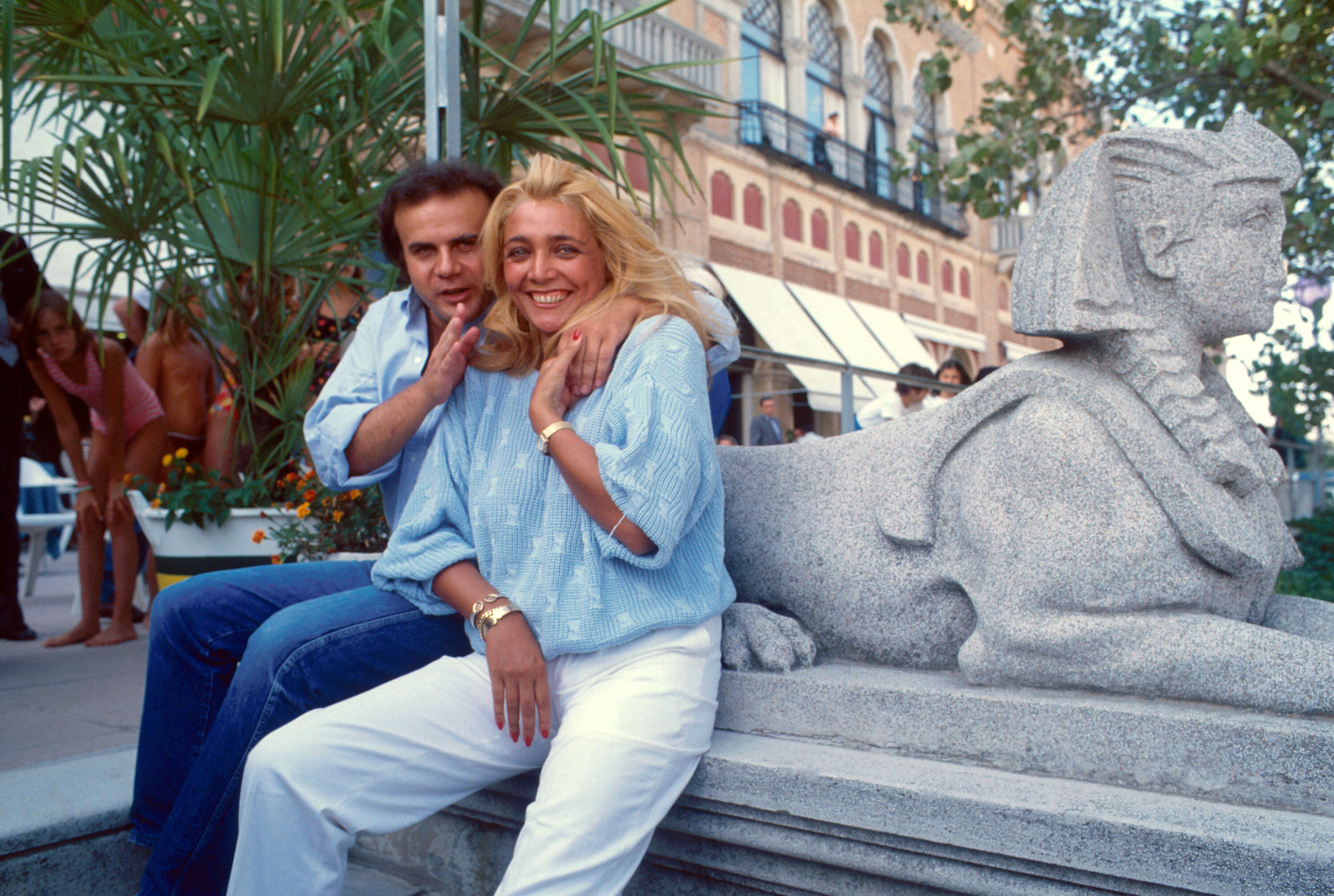
Mara Venier y Jerry Calà

Después de un comienzo como actriz, debutó como presentadora de televisión a finales de los años 80, alcanzando el éxito en los años 90 con la conducción del programa de variedades de Rai 1 Domenica in, que presentó durante doce temporadas. El éxito continuado del programa durante su conducción le valió el apodo de Señora del domingo. Ha alternado la carrera de actriz con la de presentadora televisiva hasta 1998 y se ha dedicado exclusivamente a la segunda desde entonces. De 2010 a 2013 llevó a cabo el programa de la tarde La vida en vivo en Rai 1, primero junto con Lamberto Sposini y luego junto con Marco Liorni.